# Omobranchus zebra
Omobranchus zebra är en fiskart som först beskrevs av Bleeker, 1868.  Omobranchus zebra ingår i släktet Omobranchus och familjen Blenniidae. Inga underarter finns listade i Catalogue of Life.